# 大卫·法布里丘斯
大卫·法布里丘斯（德語：David Fabricius，1564年3月9日—1617年5月7日），又译法布里奇乌斯，德国牧师、天文学家。他精于天文观测，发现过第一颗周期性变星，并和长子约翰内斯·法布里丘斯（1587-1615）一起用望远镜确认了太阳黑子的存在，发现了太阳黑子在光球表面的移动，从而佐证了太阳的自转。

## 生平
大卫·法布里丘斯生于东弗里斯兰的埃森斯（今属下萨克森州的维特蒙德县）。1583年进入黑尔姆施泰特大学就读神学，次年成为一名路德派牧师，在多纳姆附近的里斯特哈夫传教。像当时的其它宗教人士一样，他也进行科学研究。1589和1592年他为东弗里斯兰地区绘制了地图，还曾为周边城镇绘制过地图。

## 发现米拉
1590年之后他的主要兴趣在天文学上。1593年他建造了一座四分仪和一座六分仪用于观测。1596年8月3日他在鲸鱼座发现了一颗亮度为三等，颜色像火星的新天体，将其命名为米拉。从八月到九月，他发现这颗星的亮度在逐步变暗，囿于当时认为变星都是激变的观点，他认为这只是另一颗新星。
大卫·法布里丘斯把自己的观测记录寄给了著名天文学家第谷·布拉赫，和第谷发展了非常友好的合作关系。1599年10月他应第谷之邀到布拉格居住了三周，和第谷相处甚欢。约翰内斯·开普勒当时正在格拉茨，所以两人未能见面。但后来两人一直长期通信,开普勒称法布里丘斯为“第谷之后最精确的天文观测者”。1603年大卫·法布里丘斯搬到奥里希县的奥斯泰尔当牧师，继续天文观测。1604年他观测到了超新星SN 1604，将其描述为位于火星和土星间“燃烧的火焰”，认为这有着神学上的含义，为此他和开普勒发生了对超新星本质的争论。1609年他惊讶地发现米拉再次变得明亮了，证明了这是一颗周期性变星，这一发现扩展了大家对变星的认识。

## 对太阳黑子的观测
1611年3月他的长子约翰内斯·法布里丘斯从荷兰莱顿回来，带回了当时刚刚发明的望远镜。他们开始观测太阳。克服了直接观测太阳的困难之后，他们发现了太阳黑子的存在。虽然中国天文学家很早已用肉眼观察到太阳黑子，西方自九世纪之后也有观测到太阳黑子的记录，但这是人类第一次用望远镜来证实太阳黑子的存在。不久这对父子使用照相暗室来滤掉太阳明亮的背景，集中观察太阳的光球。他们发现太阳黑子是移动的，会在光球的东侧边缘出现，向西移动到西侧边缘消失，又重新出现在光球的东部。
1611年六月约翰内斯·法布里丘斯发表了《观测到太阳黑子和他们随太阳的移动》，认为观测结果也许支持了焦尔达诺·布鲁诺和开普勒的太阳是绕轴旋转这一推测。但大卫·法布里丘斯不同意儿子的观点，他倾向于认为观察到的黑子并不是在太阳表面的。但他同时在通信中详细描述了他们观测到太阳黑子先出现在比较高纬度的地区，之后移向太阳赤道，从光球东边缘到西边缘的移动时间约为10到12天。。由于约翰内斯·法布里丘斯当时只是个药学院的学生，并不像他的父亲一样为天文学界所知，他在文章里也没有详细描述观测结果，也没有把这篇文章寄给著名的德国天文学家诸如梅斯特林和开普勒。因此，这篇文章被天文学界注意到已经是1612年克里斯多夫·沙伊纳和伽利略·伽利莱的类似结果发现之后的事情了，这就导致了科学史上谁是太阳黑子的发现者的争论。

## 去世与身后
大卫·法布里丘斯的其他事迹少为人知。1617年他在奥斯泰尔的讲道台上斥责镇里出现的偷鹅小偷，被一村民用铁铲击打头部身亡。他1589年绘制的东弗里斯兰的地图仍保存着。在儒勒·凡尔纳的小说《从地球到月球》曾提到过大卫·法布里丘斯，说他用望远镜发现了月球上的居民，当然这是出于凡尔纳的虚构。月球南半球有一座大环形山以他的名字命名。